# Floriano Inacio Jr
Floriano Inacio Junior (São Paulo, 27 de dezembro de 1979) é um pianista, compositor e cavaquinista brasileiro-suíço, conhecido por sua fusão entre ritmos brasileiros e o jazz contemporâneo. Atuante como solista, compositor e educador, Floriano construiu uma carreira internacional que transita entre o Brasil e a Suíça, tendo participado de diversos festivais de jazz e colaborado com nomes consagrados da música instrumental.

## Início da vida e carreira
Natural de São Paulo, Floriano teve seu primeiro contato com a música ainda na infância, quando ganhou do pai uma sanfona e um pandeiro. Aos doze anos, começou a tocar cavaquinho e violão, frequentando rodas de samba e choro. Em 1993, foi apresentado ao piano e, aos 14 anos, já se apresentava profissionalmente nas noites do bairro Santana.
No ano seguinte, participou das tradicionais jam sessions do “Birus Bar” e passou a integrar o grupo RG Samba, com o qual acompanhou artistas como Almir Guineto, Arlindo Cruz, Sombrinha, Leci Brandão e outros. Atuou também com grupos populares como Soweto e Gamação. A partir daí, aumenta seu interesse pelo jazz, por meio de um de seus mentores, o maestro Louis Alba e o já adolescente passa a acompanhar vários artistas na capital Paulistana.

## Formação e carreira internacional
Em 1999, após uma turnê pela Europa, decidiu aprimorar seus estudos musicais na Suíça, ingressando no Conservatório Popular de Música, Dança e Teatro de Genebra e Universidade de Ciências Aplicadas e Artes, em Lucerna. Desenvolveu uma linguagem musical marcada pela união da música brasileira com o jazz, o samba-jazz e influências contemporâneas.

## Discografia
- "Kaiapó" (2005)
- "Floriano Inacio Junior" (2011) Unit Records
- "Deu Choro" (2012) Unit Records
- "Attitude" (2014) Brambus Records & Verlag AG
- "Paulistano" (2018) Brambus Records & Verlags AG
- "Novas Raízes" (2021) TCB The Montreux Jazz Label
- "Duas Moradas" (2025) TCB Music SA

## Colaborações
Floriano já atuou ao lado de diversos músicos, como:
Jaques Morelenbaum, Matthieu Michel, Armandinho, Adrian Mears, David Linx, Raul de Souza, Celso de Almeida, Anne Florence Schneider, Nat Su, Ademir Candido, Nils Wogram, Lula Galvão, Daniel Schenker, Edu Ribeiro, Herbie Kopf, Rodrigo Botter Maio, Gabriel Grossi, Paula Morelenbaum, Diana Miranda e outros. 

## Prêmios e festivais
- Prêmio de Melhor Performance Musical no festival Jazz in Olten (2008, Suíça)
- Participações nos festivais:
  - Montreux Jazz Festival
  - Blue Balls Festival
  - Jazz Festival Ascona

## Atuação como educador
Floriano atua como professor nas escolas Musikschule Küsnacht e Musikschule Zürcher Unterland, ambas em Zurique, onde reside como cidadão suíço-brasileiro e passou a ser ponto de partida de suas andanças pelo mundo em turnês, verdadeiras viagens musicais.